# Tripofobia

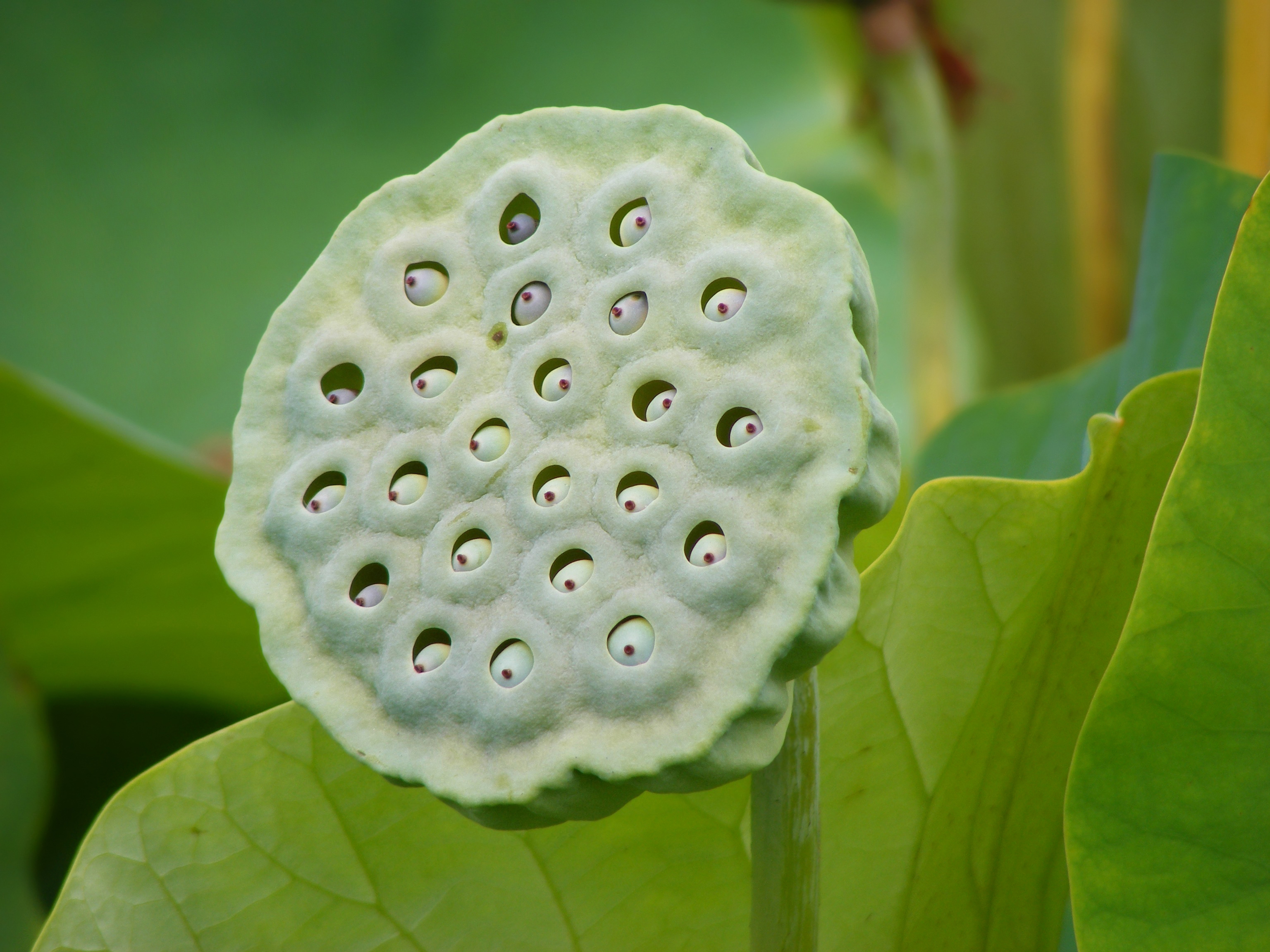
I fori presenti sul frutto del loto suscitano in taluni soggetti reazioni di tipo tripofobico.

Per tripofobia si intende la presunta fobia di gruppi regolari di piccoli buchi o protuberanze. Tale condizione non è ufficialmente riconosciuta come disturbo mentale ed è raramente citata in articoli scientifici. La parola deriva dal greco τρῦπα (trýpa, «buco») e φόβος (phóbos,  «paura»).
Sebbene sulla tripofobia non siano stati condotti molti studi, alcuni ricercatori hanno ipotizzato che essa derivi da una repulsione biologica verso forme associate a pericolo o a malattia e pertanto ritengono possibile che il fenomeno abbia una base evoluzionistica.

## Classificazione
Racconti di sintomi identificabili come tripofobia hanno avuto una diffusione rilevante in Internet, su piattaforme di discussione come blog e forum.  La tripofobia tuttavia non è ufficialmente riconosciuta come disturbo mentale e pertanto non è citata dall'associazione americana psichiatri nel Diagnostic and Statistical Manual, Quinta Edizione (DSM-V). Sulla rivista scientifica Popular Science, Jennifer Abbasi ha evidenziato il fatto che il disturbo è raramente citato nella letteratura scientifica.
In caso di paura eccessiva, persistente e associata a stress molto forte, la tripofobia può essere considerata una fobia specifica. Lo psichiatra Carol Mathews tuttavia ha sottolineato che, benché di fatto esistano fobie praticamente per qualsiasi cosa, i sintomi riportati dalle persone in rete non farebbero pensare a una fobia vera e propria quanto piuttosto a un semplice disgusto. Il ricercatore Tom Kupfer dal canto suo afferma: «Non mi sorprenderebbe che un simile disgusto e la volontà innata di evitare malattie comportassero un disturbo di tale portata»

## Sintomi
Possibili forme che scatenano la tripofobia includono gruppi di buchi in contesti del tutto innocui, come in frutti o bolle, e in altri che denotano pericolo, come per esempio i buchi scavati da insetti o le cavità presenti nelle ferite o nei tessuti malati come quelle causate dalla mosca tumbu (Cordylobia anthropophaga) negli animali, specialmente nei cani. Alla vista di queste forme alcune persone accusano brividi, attacchi di panico, sudore freddo, palpitazioni, nausea e prurito immotivato. Alcuni hanno aggiunto che i buchi «apparivano disgustosi, come se qualcosa potesse viverci dentro». Altri sintomi riferiti sono pelle d'oca e disturbi visivi come affaticamento degli occhi, distorsioni o illusioni ottiche.

## Studi sulle possibili cause
I primi scienziati a pubblicare una ricerca sulla tripofobia furono nel 2013 Geoff Cole e Arnold Wilkins del Centre for Brain Science, Università dell'Essex (Regno Unito). I due, convinti che il fenomeno fosse basato sulla repulsione biologica, in un articolo pubblicato sulla rivista Psychological Science ipotizzarono che questa reazione fosse basata sulla «porzione primitiva del cervello», la quale associerebbe tali forme al pericolo provocando «reazioni inconsce» simili a quelle che avvengono in presenza di animali pericolosi come serpenti velenosi, insetti o ragni. Per questo motivo i due scienziati suggerirono una possibile base evoluzionistica, una forma di difesa a fronte di una percezione di pericolo.
Cole e Wilkins svilupparono un modello di test per la diagnosi della tropofobia, selezionando video e immagini di gruppi di buchi, appositamente create per suscitare con alta probabilità i sintomi sopra citati. Le immagini iniziali potevano essere frutti di vario genere, come arance o melegrane; le successive creavano possibili associazioni a situazioni di pericolo come alveari, rane, insetti o aracnidi; le ultime infine ritraevano ferite e malattie. I due ricercatori conclusero che tali immagini avevano una «caratteristica unica» che le contraddistingueva. Le sottoposero quindi a un campione di oltre 300 persone. L'esperimento rivelò che la tripofobia è condizione relativamente diffusa, con una risposta positiva alle immagini riscontrata nel 16% dei partecipanti. Fra i risultati rilevanti emersi, anche la disparità di genere con un'incidenza significativamente maggiore tra le donne. Questo test della tripofobia non è riconosciuto come procedura diagnostica ufficiale.
In un'altra ricerca, condotta assieme ad An Trong Dinh Le, Cole e Wilkins stesero anche un questionario finalizzato alla diagnosi. Lo studio afferma fra l'altro che «visto il gran numero di immagini associate a tale fenomeno, alcune contenenti gruppi di buchi, ma altre gruppi di altri oggetti, ci sono sufficienti prove per suggerire che i buchi non siano i soli responsabili di tale condizione» e sottolinea anche come muffa e le malattie cutanee chiaramente provochino disgusto in molte persone, indipendentemente dal fatto che siano affette o no da tripofobia. Gli autori aggiunsero che stavano anche investigando sul perché taluni soggetti sperimentassero risposte emozionali più forti di altri.
Altre ricerche hanno supposto che le immagini potessero essere percepite come paragonabili a parassiti o a malattie infettive come morbillo, varicella e lebbra, che si presentano appunto sotto forma di piccoli bozzi o vesciche sulla pelle. Wilkins e Dinh Le hanno anche contemplato la possibilità che le reazioni tripofobiche siano dovute all'effetto sul cervello da parte della geometria dei buchi stessi, poiché tali forme avrebbero proprietà matematiche che il cervello non può processare efficientemente e richiederebbero una maggiore ossigenazione.

## Trattamento
La terapia di esposizione, già usata per trattare varie fobie, sembra essere una cura efficace anche per la tripofobia.

## Società e cultura
Dato che il termine tripofobia non è ancora molto conosciuto, molte persone affette da questa presunta condizione credono di essere sole a doverla combattere, fin quando non trovano ascolto in comunità online in cui condividere la loro esperienza. Questo ha comportato anche un aumento della diffusione di immagini tripofobiche sui social media e delle persone interessate a crearne. Famoso è il caso del fotomontaggio di un frutto di loto su una porzione di pelle umana. Gli stessi Cole e Wilkins avevano osservato come il disgusto aumentasse proprio nei confronti di buchi situati sulla pelle.
Nel 2017 la tripofobia ha acquisito maggiore visibilità grazie alla serie televisiva American Horror Story, un personaggio della quale ne era appunto affetto. Se tale esposizione mediatica da un lato ha suscitato timori che potesse essa stessa innescare reazioni tripofobiche nel pubblico, dall'altro è stata giudicata importante per una maggiore divulgazione del fenomeno e per incoraggiare ulteriori ricerche.